# LARG SCM

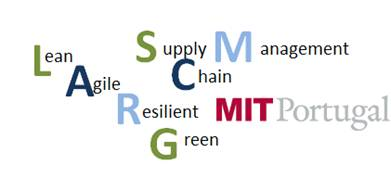
LARG SCM

LARG Gestão da Cadeia de Suprimentos tenta colocar juntos Lean, Agile, Resilient, and Green abordagens dentro da Gestão da Cadeia de Suprimentos. Gestão da Cadeia de Suprimentos Lean pretende chegar perto de zero de estoque e reduzir o material em processo. Agile pretende uma rápida resposta às pesquisas sobre o consumidor e as mudanças de mercado enquanto controla os custos e a qualidade. Resiliência diz respeito a conter os distúrbios que podem afetar a cadeia de suprimentos. E a Green se refere a sustentabilidade na Cadeia de Suprimentos através da baixa emissão de gases para a natureza e uso de estratégias de reciclar produtos.

## História
A ideia de LARG SCM foi desenvolvida no grupo de pesquisa em Engenharia Mecânica e Industrial (UNIDEMI) na Faculdade de Ciências e Tecnologia da Universidade Nova de Lisboa, Portugal. UNIDEMI é o principal centro de pesquisa que trabalha com LARG SCM. UNINOVA and NECE são outros parceiros que contribuem.

## Início
Uma empresa de Lean significa dizer que tem quase zero de estoques. Uma empresa resiliente tem bastante estoque para reagir aos efeitos de rupturas que podem correr na Cadeia de Suprimentos. Estes conceitos parecem bem contraditórios. Porém, seria ideal ter ambos os sistemas funcionando juntos na empresa. Esses aspectos levam a pesquisa mais aprofundada em Produção e Gestão da Cadeia de Suprimentos. Os conceitos de Lean e Resiliência necessitam ser modelados em bases de compatibilidade. LARG SCM desenvolvem um maior entendimento das inter-relações (conflitos e trocas ) entre os paradigmas da Cadeia de Suprimentos lean, Agil, Resiliente e Green. Acredita-se que esse entendimento seja essencial para tornar  esses conceitos realmente compatíveis. Este trabalho fornecerá uma importante contribuição para um ambiente sustentável e competitivo. A justificativa será baseada em melhor sistema de produção Lean, Agile, Resilient e Green no nível da empresa, com implicações em toda a cadeia de Suprimentos e seus agentes. LARG SCM circunda uma variedade de tópicos tais como metodologia, características, sistema organizacional, medida de performance, fatores humanos, sistema de informações e modelo de gestão integrada.